# オレニョーク川
オレニョーク川（オレニョークがわ、Olenyok、ロシア語: Оленёк、サハ語: Өлөөн）は、ロシアのシベリア北部を流れる川である。クラスノヤルスク地方に発し、サハ共和国で北極海へと注ぐ。長さ2,292kmのうち、河口から1,000kmほどは航行が可能である。主な支流にアルガ＝サラ川（Arga-Sala）がある。魚の豊富さに特徴を持つ。

## 流路
中央シベリア高原の北部、エコンダ（Ekonda）の200km北方に源を発し北東へ流れ、高原地帯に発した多くの支流を集めながらオレニョークの町を過ぎ、北極海沿岸の広大な低地に出る。レナ川に接近するが、レナ川との間には細い丘陵地帯があるため合流はしない。レナ川デルタのすぐ西に位置するウスチ＝オレニョク（Ust-Olenyok）の港の付近で三角州を形成しながらラプテフ海に注ぐ。三角州のうちほとんどをジャンギラフ島（Dyangylakh）という20km四方ほどの平坦で大きな島が占める。